# 畑野浩子
畑野浩子（1976年11月23日—）原名畑野廣子，现名铃木浩子，是日本模特兒。

## 生涯
2004年6月，畑野浩子與演員柏原崇結婚之後引退，2006年2月25日宣布離婚，為期一年八個月的婚姻畫下句點，婚姻和平收場，兩人對外宣稱仍是好友。
2008年8月20日，畑野浩子和足球运动员铃木启太再婚。2008年，長女出生；2013年12月，次女出生。
曾積極復出，演出富士電視台黃金檔日劇《交響情人夢》。
畑野浩子畢業於浦和學院高等學校-文化女子大學（Bunka Women's University）造型學部。

## 外部連結
- プロフィール - Grick
- 畑野浩子的Instagram帳戶
- 畑野ひろ子の部屋